# Christian Hansen
Christian Hansen, nemški general, * 10. april 1885, † 7. avgust 1972.